# Koutiala (Kreis)

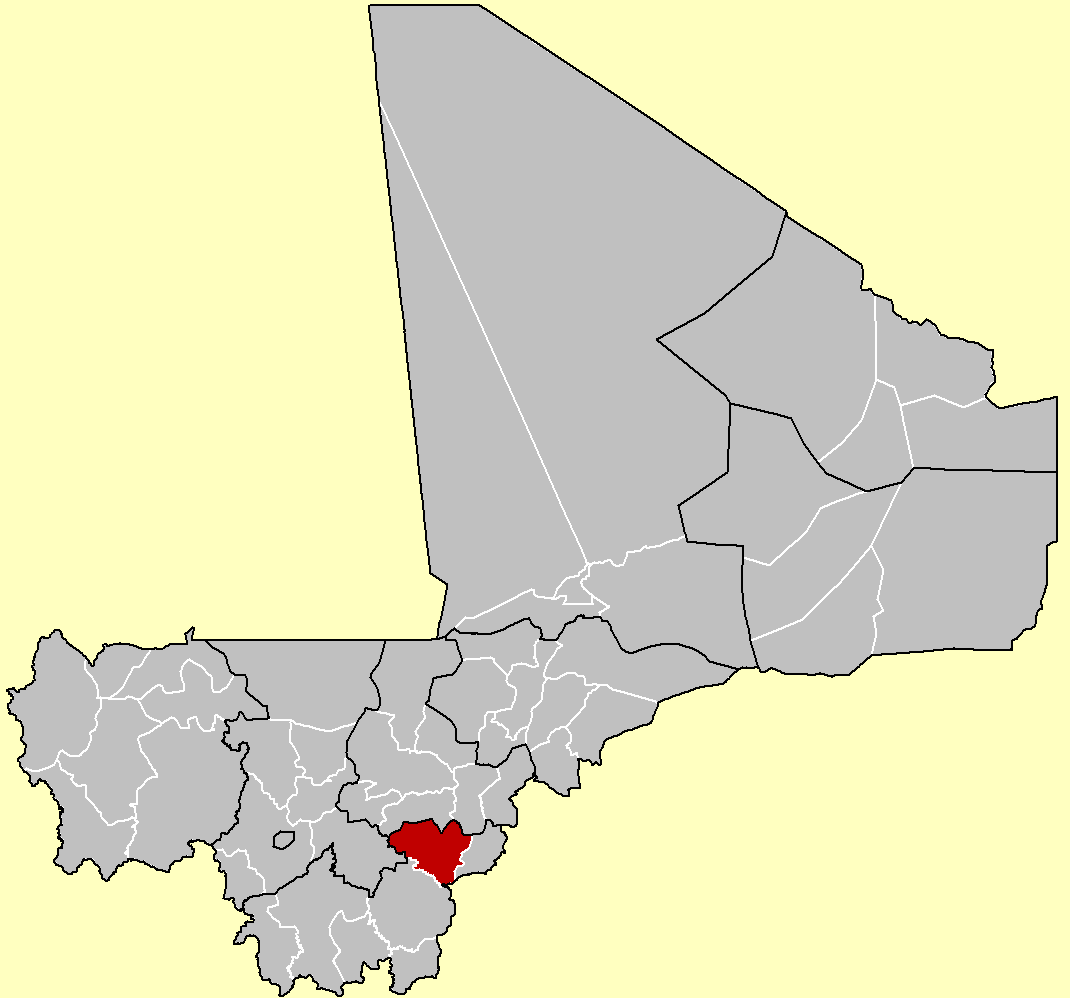
Kreis Koutiala

Koutiala ist der Name eines Kreises (franz. cercle de Koutiala) in der Region Sikasso in Mali.
Der Kreis teilt sich in 36 Gemeinden, die Einwohnerzahl betrug beim Zensus 2009 575.253 Einwohner. (Zensus 2009)
Gemeinden: Koutiala (Hauptort), Diédougou, Diouradougou Kafo, Fagui, Fakolo, Gouadji Kao, Goudié Sougouna, Kafo Faboli, Kapala, Karangouana Mallé, Kolonigué, Konigué, Konina, Konséguéla, Koromo, Kouniana, Logouana, Miéna, M'Pessoba, Nafanga, Nampé, N'Golonianasso, N'Gountjina, Niantaga, N'Tossoni, Sincina, Sinkolo, Songo Doubakoré, Songoua, Sorobasso, Tao, Yognogo, Zanfigué, Zangasso, Zaniéna, Zébala.